# Eritrichium pauciflorum
Eritrichium pauciflorum är en strävbladig växtart som först beskrevs av Ledebour, och fick sitt nu gällande namn av De Candolle. Eritrichium pauciflorum ingår i släktet Eritrichium och familjen strävbladiga växter. Inga underarter finns listade i Catalogue of Life.